# Phacelia ciliata
Phacelia ciliata là loài thực vật có hoa trong họ Mồ hôi. Loài này được Benth. miêu tả khoa học đầu tiên năm 1835.